# (2562) Chaliapine

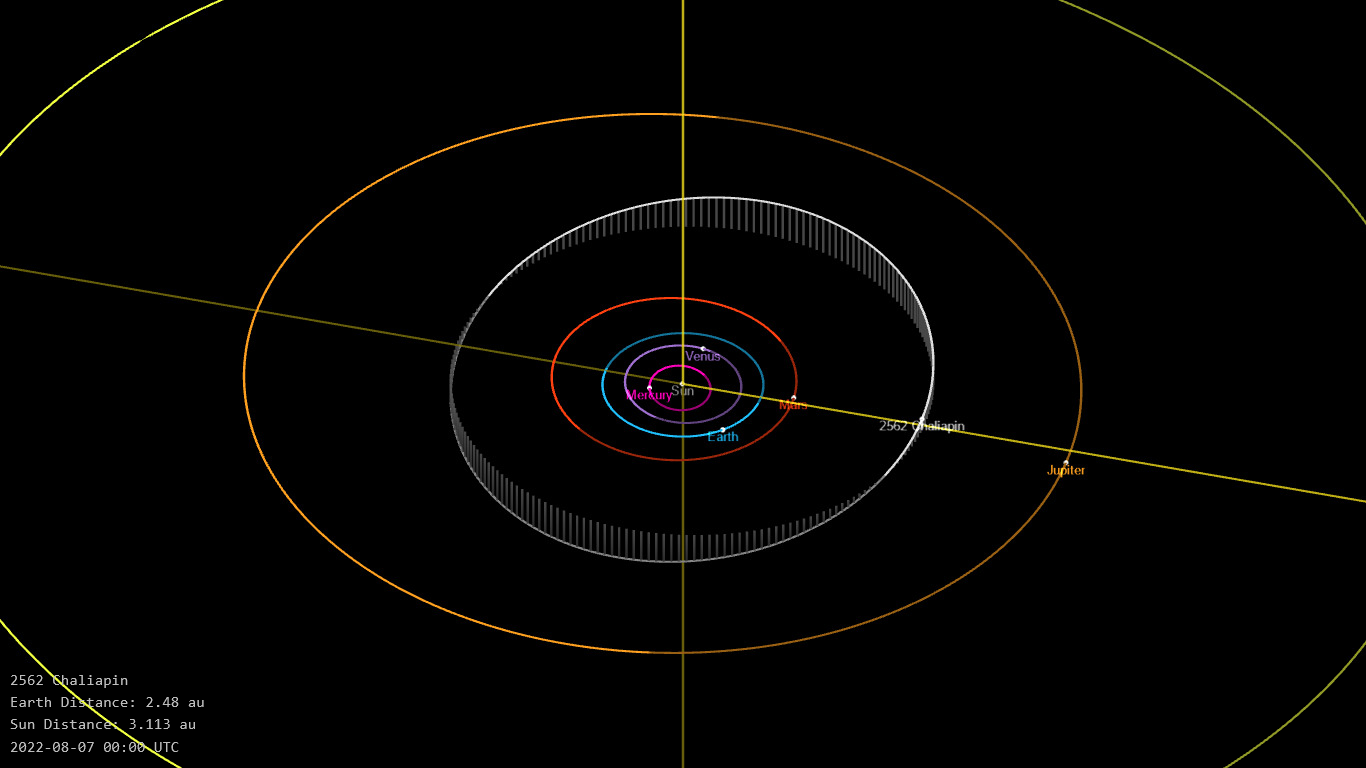

(2562) Chaliapine, internationalement (2562) Chaliapin, est un astéroïde de la ceinture principale.

## Description
(2562) Chaliapine est un astéroïde de la ceinture principale. Il fut découvert le 27 mars 1973 à Naoutchnyï par Lioudmila Jouravliova. Il présente une orbite caractérisée par un demi-grand axe de 3,01 UA, une excentricité de 0,04 et une inclinaison de 10,3° par rapport à l'écliptique.
Il est nommé d'après Fédor Chaliapine.

## Compléments